# Любарский, Юрий Валерьевич
Люба́рский Юрий Валерьевич (13 ноября 1968, Николаев) — судья-рефери Федерации бокса Украины, судья международной категории AIBA.
Юрий Любарский родился 13 ноября 1968 года в Николаеве.
С 1976 года все 10 лет учился в общеобразовательной николаевской СШ № 5 (ныне 1-я Украинская гимназия), которую окончил в 1986 году с серебряной медалью. В юности активно занимался многими видами спорта, в том числе и боксом. В 1994 году успешно окончил Николаевский кораблестроительный институт. 1987—1989 годы службы в Советской армии. С 2006 по 2011 тренер по боксу.
С марта 2012 судья национальной категории, а с мая 2014 года рефери-судья международной категории AIBA «1 звезда», с октября 2017 года рефери-судья международной категории AIBA «2 звезды», с октября 2018 года рефери-судья международной категории AIBA «3 звезды», что является наивысшим рангом для рефери.
Неоднократно признавался лучшим судьёй на международных турнирах и чемпионатах Украины.
В 2015—2016 гг. председатель коллегии судей по боксу Украины.
Ныне председатель коллегии судей по боксу Николаевской области.